# El Triunfo (Baja California Sur)

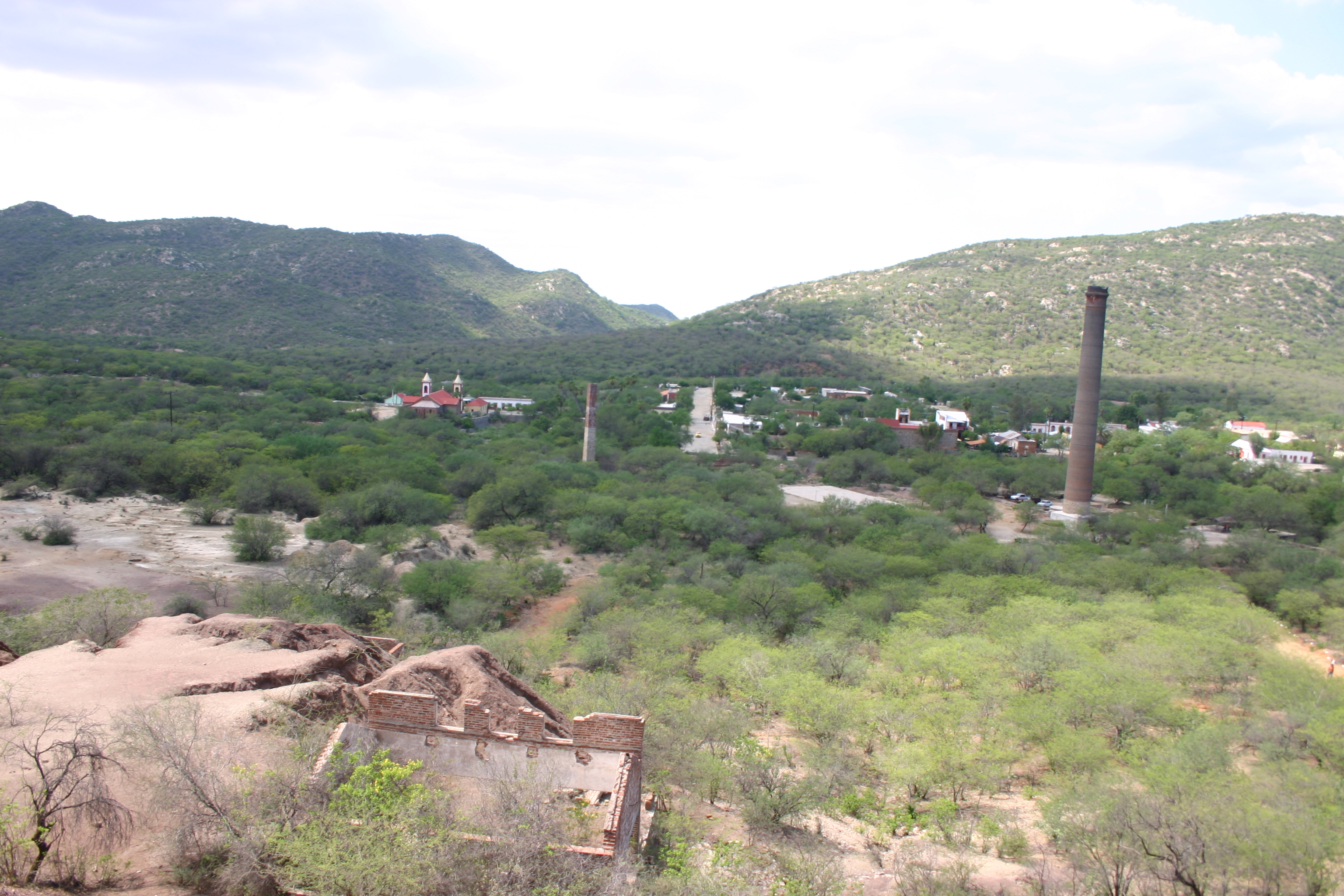
Foto de El Triunfo

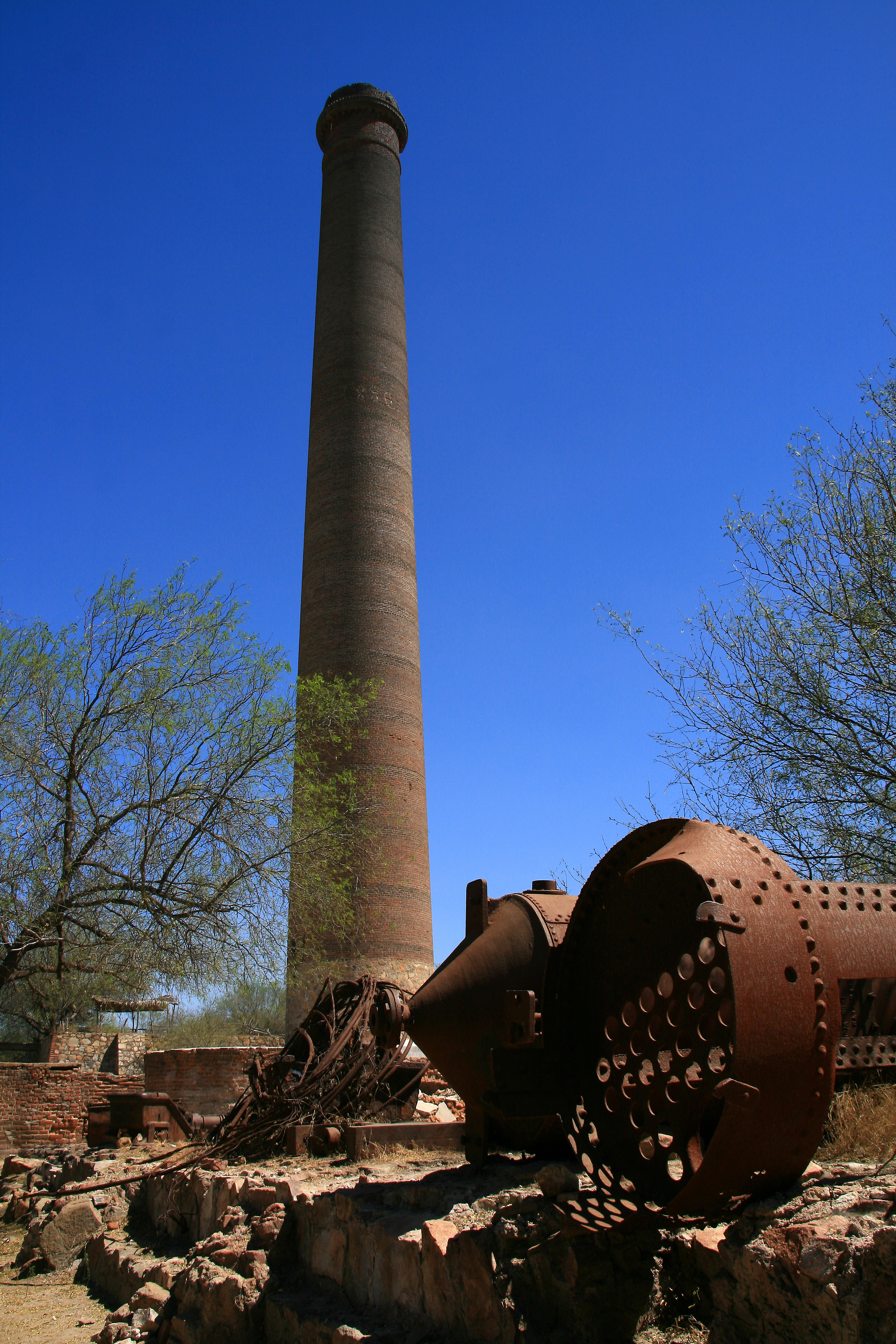
Una mirada más cercana a "La Ramona"

El Triunfo es un pueblo situado en el municipio de La Paz (Baja California Sur, México), a unos 7.2 kilómetros al norte del pueblo de San Antonio. La ciudad está ubicada a una altitud de 483 metros (1584,6 pies) sobre el nivel del mar y tenía en 2013 una población de 327 habitantes, que habían descendido a 313 en 2020. Es un antiguo pueblo minero.

## Historia
La primera mina en El Triunfo fue establecida por Manuel de Ocio a fines del siglo XVIII. La propiedad de la mina se transfirió temporalmente a la Corona española en un momento. Sin embargo, la mina permaneció en gran parte sin éxito hasta 1878, cuando se transfirió la propiedad de la mina.
En 1862, se descubrieron plata y oro en las montañas del sur de Baja California Sur, lo que llevó a muchos mineros de México, Francia, Alemania, España y los Estados Unidos a apresurarse a establecerse en El Triunfo en una fiebre del oro. Desde entonces este pueblo es conocido por sus asentamientos europeos. Muchos de los mineros habían participado en la fiebre del oro de California de 1849.  En 1878, la mina fue absorbida por la Compañía Minera Británica El Progreso y tuvo más éxito. Llegó a ser la mayor ciudad de Baja California Sur, con más de 10 000 mineros. En su momento de apogeo fue un centro cultural, donde Francisca Mendoza enseñó y actuó. El Triunfo fue el primer pueblo de la región en instalar electricidad y teléfonos. Se llevaron hasta El Triunfo pianos y otros instrumentos de todo el mundo y todavía existe un museo del piano. Cuando las minas cerraron en 1926, la mayoría de la gente del pueblo se fue a buscar trabajo en otro lugar, principalmente a la ciudad de La Paz. El censo de 2010 reportó una población de 327 habitantes,y el de 2020, 313. El Triunfo es una de las comunidades mineras de los siglos XIX y XX mejor conservadas en América del Norte y sigue siendo un sitio importante para la investigación arqueológica.
Una característica notable del pueblo es la chimenea construida en 1890 para la Compañía Minera El Progreso. Se llama "La Ramona", en honor a San Raimundo, en cuya festividad se completó el proyecto. En ocasiones se ha pensado que la chimenea había sido diseñada por Gustave Eiffel, aunque no se han encontrado pruebas concluyentes de su participación en el proyecto. Después de más de 100 años, la chimenea estaba agrietada y dañada y el colapso durante un terremoto o huracán era un motivo de preocupación. En 2018, la International Community Foundation (ICF) sin fines de lucro y el Corredor Histórico CAREM, AC colaboraron para restaurar La Ramona por aproximadamente 200 000 dólares estadounidenses.
En los últimos años, para atraer el turismo, muchos de los edificios originales se han restaurado y convertido en restaurantes, museos, boutiques y otros lugares.